# Majestátní plurál
Majestátní plurál (lat. pluralis majestatis nebo pluralis majestaticus, kde přívlastek je druhý pád nebo odvozené přídavné jméno od Majestas, „Veličenstvo“, původně „výsost“), někdy též královský plurál, je způsob, kdy panovník nebo jiný vysoce postavený představitel státu nebo církve o sobě hovoří v množném čísle (plurálu), namísto „já“ používá „my“. Tímto způsobem dává mluvčí najevo vážnost svého postavení.
Užívat se začal za tetrarchie, tedy po rozdělení moci v říši římské za Diocleciana, kdy každý augustus a každý caesar mluvil i za všechny tři ostatní a vydával zákony i jejich jménem.

## Příklad
Císař Karel IV. ve vlastním životopise Vita Caroli užívá v různých částech textu singulár i plurál. Například v kapitole VIII. můžeme číst:
Potom otec náš vida, že se mu nedostává prostředků a že nemůže dále vésti války proti řečeným pánům Lombardie, pomýšlel na svůj návrat a chtěl nám odevzdati ta města i vedení války. My pak jsme odmítli, čeho bychom nemohli zastati se ctí. Tehdy, dav nám povolení k odchodu, poslal nás napřed do Čech, kdež jsme nebyli po jedenácte let. Shledali jsme pak, že několik let předtím zemřela naše matka, jménem Eliška.
…
Království toto jsme nalezli tak spustošené, že jsme nenašli ani jediného hradu, který by nebyl zastaven se všemi příslušnými statky královskými, takže jsme neměli kde jinde bydliti, leč v domech městských jako jiný měšťan. Hrad pražský byl opuštěn, pobořen a zničen, neboť od doby krále Přemysla II. byl celý ztroskotán až k zemi. Na tom místě jsme dali vystavěti nový a krásný palác s velikým nákladem, jak jej dnes možno spatřiti. Toho času poslali jsme pro svou manželku, jež dotud byla v Lucemburku. Ta přišedši měla po roce dceru prvorozenou, jménem Markétu.

## Zajímavosti
- Neuropatolog František Koukolík ve své přednášce Mocenská posedlost uvedl, že používání majestátního plurálu (lidmi, kterým to společensky nenáleží) je jedním ze znaků tzv. hybris syndromu – formy narcistické psychopatie.[2]